# Аффинаж
«Аффинаж» (укр. Афінаж) — російський музичний гурт, який працює у власному стилі нуар-шансон. Заснований в Санкт-Петербурзі автором текстів, вокалістом і гітаристом Михайлом Калініним (псевдонім — Ем Калінін) і басистом Сергієм Шиляєвим (псевдонім — Сєргєіч). Днем народження гурту вважається 13 березня 2012 року. Згодом до колективу приєдналися баяніст Олександр Корюковець і тромбоніст Олександр Євдокимов (псевдонім — Саша Ом).
Від моменту створення гурт випустив шість повноформатних альбомів і вісім міні-альбомів, бере участь у популярних фестивалях, активно гастролює. Пісні колективу звучать в ефірі радіостанцій, музиканти неодноразово потрапляли до хіт-параду і номінувалася на премію «Чартова Дюжина».
У колективу немає і ніколи не було продюсерів, лейблів або великих спонсорів.

## Історія
До створення гурту «Аффинаж» його учасники провадили окрему творчу діяльність. Саша Ом займався однойменним проектом «Саша Ом», Сергій Шиляєв грав у постпанк-групі «Her Cold Fingers», Ем Калінін писав вірші, працював над сольним проектом «(а)СПИД». Окрім того, баяніст колективу Олександр Корюковець і тромбоніст Саша Ом мають музичну освіту і є професійними музикантами. Ем і Сєргєіч навчалися музиці самостійно. 
Михайло Калінін і Сергій Шиляєв познайомилися у Вологді у 2007 році. Там само мали знайомство і Саша Ом з Олександром Корюковцем. У 2011 році Шиляєв і Калінін переїхали до Санкт-Петербургу, де разом спробували заснувати «звичайний рок-гурт», однак після кількох місяців безуспішних пошуків музикантів вирішили сконцентруватися на акустичному дуеті, який спочатку планували назвати «Я и Мёбиус едем в Шампань». Перша репетиція дуету відбулася 13 березня 2012 року. Через кілька місяців музиканти познайомилися з баяністом Олександром Корюковцем. До виходу дебютного міні-альбому тепер уже тріо «Аффинаж» багато репетирувало і грало живі концерти. 21 вересня 2012 року відбувся перший виступ групи — у клубі «Байконур» (Санкт-Петербург), а восени 2012 року учасники познайомилися з тромбоністом Сашею Омом, який незабаром також приєднався до колективу.

## Назва гурту
Афінаж (франц. Affinage, від affiner — очищати) — це металургійний процес одержання благородних металів високої чистоти шляхом відокремлення забруднюючих домішок.

## Музичний стиль
Група існує в діапазоні від легкого інді до екстремальних напрямків, від поп-року до дарк-фолку, але при цьому зберігає «обличчя», свій неповторний звук. Вважається самобутньою і однією з найбільш автентичних в Росії. Багатошаровий потужний баян, витіюваті басові лінії, мелодійний тромбон, акустична гітара, вокал, що варіюється від ніжного напівшопоту до емокорного надриву, загальна поліфонія — часом колектив звучить як повноцінний оркестр.
Від початку створення гурту учасники постулювали, що музично вони працюють в синтетичному стилі нуар-шансон, який містить відсилки до безлічі жанрів поп- і рок-музики ХХ століття: класичної міської пісні, альтернативного року 90-х, російської рок-традиції, фольклору, західного дарк-фолку, сучасного інді-звучання. В інтерв'ю Олексію Пєвчєву 2018 року Сергій Шиляєв розповів, що термін «нуар-шансон» був спробою відмежуватися від існуючих тегів, мати своє обличчя не лише музично, але й формально — позначитися новим визначенням. Натомість музичний оглядач «Российской газеты» Олександр Алєксєєв вважає, що група виконує «акустичний рок, з віяннями привільного фолку, театральним драматизмом і вишуканістю бунтівних аранжувань, яка більше властива іскрометному фрі-джазу». «Афіша Daily» визначає «Аффинаж» як драматичний акустичний російський рок з баяном і тромбоном. Оглядач Colta.ru зазначає, що звучання гурту незвичне і надає пісням «відмінне почуття нестабільності, розбалансування».

## У кінематографі
Музикант і письменник, учасник першого складу гурту «Кино» Олексій Рибін використав пісні «Аффинаж» ( «Нравится», «Содом и Гоморра», «Саша») як саундтрек для свого дебютного повнометражного художнього фільму «Скоро всё кончится» (2017), який потрапив в основний конкурс кінофестивалю «Кінотавр», а також був нагороджений призом «Российской газеты» і її онлайн-фестивалю «Дубль дв@». Сам Рибін говорить, що пісні, використані у фільмі, не випадкові і підбиралися майже рік. Вони несуть смислове навантаження, «сприймаються як внутрішні монологи героїв». Композиції «Аффинаж» привернули увагу, за словами Рибіна, ще й тим, що в них не використовується ритм-секція. Кінокритик Олена Стішова зазначила, що «проходи під саундтрек викликають асоціації з фільмами Балабанова».

## Учасники
- Олександр Корюковець — баян, мелодика, перкусії, бек-вокал
- Олександр «Саша Ом» Євдокимов — тромбон, другий вокал, перкусії, гітара, клавішні
- Михайло «Ем» Калінін — слова, вокал, гітара, укулеле
- Сергій «Сєргєіч» Шиляєв — бас, бек-вокал

## Критика
Рецензуючи альбом колективу «Русские песни», оглядач Colta.ru резюмує, що «пітерський колектив «Аффинаж» явно хоче завести серйозну розмову про те, що ж буде з Батьківщиною і з нами» і здатний «відповідати своїй самовпевненій заявці стати новим «ДДТ».
На думку рецензентів з «Афиши-Daily», учасники групи «звучать вельми гідно — завдяки неочевидному інструментальному складу, непоганим мелодійним хукам, почуттю стилю».
Євген Хакназаров з «Фонтанки.ру» охарактеризував «Аффинаж» як «бродячий оркестрик, що виконує «чорний» шансон. Ностальгія, внутрішній неспокій, туга за далеким дитинством — ось їх тематика».
На думку редактора журналу «Рубель» Антона Ліна, «Аффинаж» — це «нова російська музика, за яку не соромно», проте такий продукт «не зовсім для масового споживача».
Музичний оглядач «Российской газеты» Олександр Алєксєєв зазначає, що «якби рок народився не в Англії, а в Росії, то, напевно, відразу б став таким, як грають цю музику «Аффинаж».
Оглядач Ілля Зінін зарахував «Аффинаж» до нової гітарної сцени і назвав «околофолковою групою», яка «пройшла взагалі під радарами музичної преси», але при цьому має велику популярність серед слухачів.

## Дискографія
Студійні альбоми
- 2013 — EP «Аффинаж»
- 2013 — EP «Дети»
- 2014 — «Я и Мёбиус едем в Шампань»
- 2014 — EP «Летаю/Расту»
- 2015 — «Русские песни»
- 2016 — «Русские песни. Послесловие»
- 2017 — EP «Мира»
- 2017 — «Сделай море»
- 2017 — Сборник «Лучшее за 5 лет»
- 2018 — «Золото»
  - EP «Ты, который нашёл»
  - EP «Комната с личными вещами»
  - EP «Чудо»
- 2019 — EP «Нью-Йорк — Москва»
- 2020 — «Мимо. Ранен. Убит»

Сингли
- 2014 — «Давай дружить»
- 2014 — «Лучше мне не знать о тебе ничего лишнего»
- 2014 — «Нравится»
- 2015 — «Нике» («Её Холодные Пальцы» cover)
- 2016 — «Мечта» (single version)
- 2016 — «Сберегла» (трибьют «Калинов Мост»)
- 2016 — «Счастье»
- 2018 — «Лучше всех»
- 2018 — «Напрасная обида»
- 2018 — «Вдали»
- 2019 — «Ни за что не скажу тебе прощай»
- 2019 — Максі-сингл «Нью-Йорк — Москва»
- 2020 — «Неправда»
- 2020 — «Котик»
- 2020 — «Ангел»

Спільні релізи
- 2016 — «Залечь на дно в Автово» («эхопрокуренныхподъездов» feat. «Аффинаж»)
- 2017 — «Клыки» («25/17» п. у. «Аффинаж»)
- 2017 — «Моряк» («25/17» п. у. «Аффинаж»)
- 2018 — «Ошибки» («АнимациЯ» & «Аффинаж»)

Кавер-версії
- 2015 — «Нике» (кавер «Её Холодные Пальцы» («Her Cold Fingers»))
- 2016 — «Сберегла» (кавер «Калинов Мост», збірник «Калинов Мост. Tribute»)
- 2017 — «Можешь лететь» (кавер «Animal ДжаZ», збірник «Шаг Вдох. Трибьют»)
- 2020 — «Отец» (кавер «25/17», збірник «ВСПОМНИТЬ ВСЁ. Часть 4 (2). Ковры»)

Відеокліпи
- 2013 — «Аффект»
- 2013 — «Саша»
- 2015 — «Нравится»
- 2015 — «Прыгаю-стою»
- 2016 — «Мечта»

- 2018 — «Лучше всех»
- 2019 — «Ни за что не скажу тебе прощай»
- 2019 — «Нью-Йорк»

- 2020 — «Неправда»
- 2020 — «Котик»
- 2021 — «Ангел»